# Aeroportul Internațional Krasnodar
Aeroportul Internațional Krasnodar (IATA: KRR, ICAO: URKK) este un aeroport din Krasnodar, Krasnodar Municipality⁠(d), Ținutul Krasnodar, Rusia ce deservește zona Krasnodar. Aeroportul a fost tranzitat în 2021 de 5.022.243 de pasageri. A fost numit după Ecaterina a II-a a Rusiei.
Situat la o altitudine de 36 m, aeroportul dispune de 1 pistă.

## Infrastructură

### Piste
Aeroportul dispune de o singură pistă. Pista 05R/23L are suprafața de beton și dimensiunile 3.000 m × 40 m. 